# Wieliszewo
Wieliszewo (deutsch Velsow) ist ein Dorf in der polnischen Woiwodschaft Pommern und gehört zur Landgemeinde Potęgowo (Pottangow) im Powiat Słupski (Kreis Stolp).

## Geographische Lage und Verkehrsanbindung
Wieliszewo liegt in Hinterpommern, etwa 23 Kilometer südöstlich der Kreisstadt Słupsk (Stolp) an einer Nebenstraße, die die Orte Karznica (Wendisch Karstnitz) und Łabiszewo (Lasbüssow) miteinander verbindet. Die Woiwodschaftsstraße 211 führt an der nordöstlichen Ortsgrenze vorbei. Die nächste Bahnstation ist das neun Kilometer entfernte Strzyżyno Słupskie (Stresow) an der Staatsbahnstrecke 202 von Danzig nach Stargard. Bis 1945 bestand außerdem Anschluss an die Stolpetalbahn mit der Bahnstation Dübsow (heute polnisch Dobieszewo).

## Ortsname
Frühere Namensformen sind: Felsow, Velstow, Vilsow und Vilstow.

## Geschichte
Als selbständigen Ort gibt es das frühere Velsow erst seit 1830, denn vorher war es ein Vorwerk von Wendisch Karstnitz (1938–45 Ramnitz, heute polnisch: Karznica). 1830 war Velsow im Besitz derer von Krockow, danach kam es in den Besitz derer von Wedel. 1862 wurde es an den Amtsrat Alexander von Livonius verkauft, danach übernahm es dessen Sohn Artur. Letzter Besitzer war Engelhard Lehmann. Danach wurde Velsow aufgesiedelt.
Im Jahre 1910 hatte Velsow 236 Einwohner. Ihre Zahl betrug 1933 schon 256 und stieg bis 1939 auf 264.
Bis 1945 war Velsow eine Gemeinde im Landkreis Stolp im Regierungsbezirk Köslin der preußischen Provinz Pommern. Es war in den Amts- und Standesamtsbezirk Wendisch Karstnitz bzw. Ramnitz (Karznica) eingegliedert und gehörte zum Amtsgerichtsbezirk Stolp. Letzter Gemeindevorsteher (ab 1923) und Bürgermeister (ab 1935) war der bei erstem Amtsantritt erst 28-jährige Bauer Willy Lawrenz.
Gegen Ende des Zweiten Weltkriegs wurde Velsow am 8. März 1945 von sowjetischen Truppen besetzt. In Velsow wurde eine Kommandantur errichtet. Als die Truppen Ende 1945 das Dorf verließen, war Wieliszewo Teil Polens, Velsow wurde in Wieliszewo umbenannt. Die Bevölkerung wurde deportiert. Die Vertreibung der ersten Familien erfolgte am 1. Juli 1946. Im Dezember 1946 wurden 185 Personen aus Velsow vertrieben. Danach erfolgte im Frühjahr 1947 eine weitere Vertreibungsaktion.
Später wurden in der BRD 146 und in der DDR 35 aus Velsow vertriebene Dorfbewohner ermittelt.
Das Dorf ist heute ein Ortsteil der Gmina Potęgowo im Powiat Słupski in der Woiwodschaft Pommern (1975 bis 1998 Woiwodschaft Słupsk). Hier sind jetzt 202 Einwohner registriert.

## Kirche
Vor 1945 war die Bevölkerung von Velsow fast ausnahmslos evangelischer Konfession. Das Dorf war in das Kirchspiel Lupow (heute polnisch: Łupawa) im Kirchenkreis Stolp-Altstadt im Ostsprengel der Kirchenprovinz Pommern der Kirche der Altpreußischen Union eingegliedert. Letzter deutscher Geistlicher war Pfarrar Gerhard Gehlhoff.
Seit 1945 ist die Einwohnerschaft von Wieliszewo überwiegend katholisch. Die Bindung an den ehemaligen Pfarrsitz besteht weiterhin, allerdings gehört die Pfarrei Łupawa (Lupow) jetzt zum neugebildeten Dekanat Łupawa im Bistum Pelplin der Katholischen Kirche in Polen. Hier lebende evangelische Kirchenglieder sind in die Kreuzkirchengemeinde in Słupsk (Stolp) in der Diözese Pommern-Großpolen der Evangelisch-Augsburgischen Kirche in Polen eingepfarrt.

## Schule
Velsow hatte vor 1945 eine einstufige Volksschule. Hier unterrichtete ein Lehrer 49 Schulkinder. Letzter deutscher Lehrer war Friedrich Frautnick.